# Glaciar Airy
El glaciar Airy es un glaciar de la Antártida con una longitud de 37 km y un ancho de 11 km, que fluye hacia el oeste hasta la parte noreste del piedemonte de hielo de Forster, cerca de la costa oeste de la península Antártica.
La Expedición Británica a la Tierra de Graham de 1936-37 efectuó el reconocimiento inicial del glaciar. En 1947, fue fotografiado desde el aire por la Expedición de Investigación Antártica de Ronne, y fue trazado en 1958 por la Falkland Islands Dependencies Survey. El glaciar fue nombrado por el Comité de nombres antárticos del Reino Unido (UK-APC) en honor de George Biddell Airy, un astrónomo real que introdujo un método de corrección del desvío de la brújula magnética en 1839.